# Roxbury (New York)
Pour les articles homonymes, voir Roxbury.
Roxbury est une ville des États-Unis située dans le comté de Delaware.

## Géographie
Sa population était de 2 502 habitants au recensement de 2010. C'est la ville la plus à l'est du comté. 

## Personnalités liées à la ville
La ville est le lieu de naissance de Jay Gould.